# Capalbio Scalo
Capalbio Scalo est une frazione située sur la commune de Capalbio, province de Grosseto, en Toscane, Italie. Au moment du recensement de 2011 sa population était de 551 habitants.

## Géographie
Le hameau est situé à l'extrémité sud de la Maremme grossetaine, dans cette partie de la côte connue sous le nom de Côte d'Argent. Il est situé au bord du lac de Burano, près des rives de la mer Tyrrhénienne, à environ 10 km du centre municipal de Capalbio.
Il est également positionné le long de la route nationale 1 Via Aurelia et de la Ferrovia Tirrenica (chemin de fer entre Pise et Rome).

## Monuments
- Église Santa Maria Goretti, église paroissiale[1]
- Réserve naturelle du lac de Burano
- Tour de Buranaccio
- Fort de Macchiatonda

## Transports
- Gare de Capalbio, sur la ligne ferroviaire Pise-Rome.